# 共和党 (ドイツ)
共和党（きょうわとう、ドイツ語: Die Republikaner, 略称: REP）は、ドイツの右派政党。しばしば極右視されてきたが、同党によれば「ナチスは否定しているし、ネオナチでもない」「民主的右派」としており、ネオナチとは一線を画す。

## 歴史

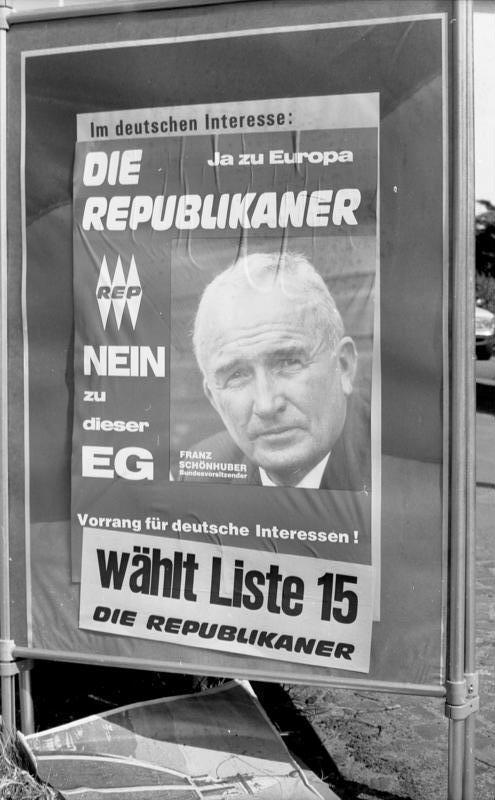
シェーンフーバー党首を前面に押し出す欧州議会選挙での運動ポスター（1989年）

1983年に西ドイツ（当時）のバイエルンにて、ドイツキリスト教民主同盟（CDU）／社会同盟（CSU）を充分に保守的ではないとして連邦議会議員経験を持ちながらCSUを離党したCSU右派のフランツ・ハンドロスらにより結成された。2年後に共同創設者のひとりでナチス・ドイツ親衛隊（SS）の伍長だった経歴を持つフランツ・シェーンフーバーが党首となり、ハンドロスは離党した。シェーンフーバーの党首就任以降はフランスの国民戦線の影響を受け、反共産主義に加えて反米を掲げるなどしたため、次第にメディアからは保守というよりも極右視されるようになった。
1989年に西ベルリン市議会議員選挙で他党の抗議活動のなか5%阻止条項を突破して市議会入りして一躍注目を集め、さらに同年の欧州議会選挙でも5%条項を突破して欧州議会入り、同党を極右と位置づけるならば、戦後西ドイツで初めて全国レベルの選挙で議席を獲得した極右政党となった。
しかしその後、ベルリンの壁崩壊からドイツ再統一の熱狂のなかで同党は有権者を魅了できず、むしろ警戒されて選挙では連敗が続いた。また党内でもシェーンフーバーを穏健過ぎるとする極右寄り急進派との内紛が生じた。だが1992年と1996年にはバーデン＝ヴュルテンベルク州で連続して5%条項を突破し州議会入りを果たしている。この間、1995年にシェーンフーバーが離党し、党首は穏健派とされるロルフ・シリエレルに代わった。

## 現状
2012年現在は連邦議会・州議会の双方に議席を有さないが、南ドイツの自治体を中心に議席を有しているところが複数ある。
1992年から極右的傾向を有する政党として連邦憲法擁護庁の監視対象となったが、2006年には解除されている。ドイツ国家民主党などからは政党連合の結成を度々持ちかけられているが、こうした「明瞭な」極右とは協力関係を持たないとしている（共和党の支持基盤は主に南ドイツにあり、旧東ドイツに居住する有権者の経済的不満やオスタルギーを代弁する傾向が強い国家民主党やドイツ民族同盟 (DVU)とは異なる）。一方でドイツ社会同盟とは協力する動きもある。
国際的には過去に極右として知られるフランスの国民戦線（現・国民連合）やベルギーのフラームス・ブロックと関係を結び、欧州議会で会派を組んだこともあったが、現在は穏健化したこともあり連携を持たない。

## 政策
ドイツ再統一を強く求めていたが、これが実現すると「この『小統一』では不十分」として旧ドイツ東部領土の回復を前面に押し出すようになった。
経済政策では官僚機構の削減（小さな政府論）を唱えるが、基本的には社会的市場経済（キリスト教社会同盟の主張に近く、私有財産と市場経済のなかで社会福祉や中小企業の保護を図る。中国の社会主義市場経済と似ている部分もあるが、別の概念）を主張する。なおシェーンフーバー時代には福祉国家の縮小化や労働組合への敵視にまで踏み込み、ドイツ国家民主党の政策に対してブルジョア的な立場から左翼的、社会主義（国民社会主義）的として批判していた。一方、社会政策においては貧困対策として外国人（特にトルコ系）労働者の帰国促進や、難民収容所の縮小も主張してきた。
かつては欧州統合を究極的な目標としていたが、マーストリヒト条約以降は欧州連合を連邦化に至るものとしてこれに反対し（欧州懐疑主義）、現在はドイツの国家主権を尊重した上での国家連合を提唱している。

## 党首
- フランツ・ハンドロス（ドイツ語版） (1983–1985)
- フランツ・シェーンフーバー (1985–1994)
- ロルフ・シリエレル（ドイツ語版） (1994–2014)
- ヨハン・ゲルトナー（ドイツ語版） (2014–2016)
- ケヴィン・クリーガー（ドイツ語版） (2016–2019)
- ミヒャエル・フェルゲンホイアー（ドイツ語版） (2019)
- ティロ・シェーネ（ドイツ語版） (2019–)